# كوريجيو
تقع بلدية كوريجيو في مقاطعة نوفارا وتحديدًا في إقليم بيدمونت الإيطالية ، حيث أن موقعها يبعد حوالي 90 كيلومتر (56 ميل) في شمال شرق تورينو وحوالي 30 كيلومتر (19 ميل) شمال غرب نوفارا .
ويحد بلدية كوريجيو كل من البلديات التالية: بوكا ، وبورجومانيرو، وفونتانيو ديجوجنا، وماجيورا .
علاوة على ذلك، يوجد في المدينة أيضًا ، تتم إدارتها بواسطة سكة حديد سانثيا أرونا (متوقفة عن العمل حاليًا ).

## روابط خارجية
- الموقع الرسمي